# 広島中央農業協同組合
広島中央農業協同組合（ひろしまちゅうおうのうぎょうきょうどうくみあい、通称JA広島中央）は、広島県東広島市に本店を置いていた農業協同組合。
ATMでは、JAバンクのカードは稼働時間内の終日において、また三菱UFJ銀行とひろしまネットサービス加盟6行庫（参加行庫については当該項を参照）のカードは平日のみにおいて、それぞれ自行扱いとなる。

## 業務区域
- 広島県東広島市（旧安芸津町を除く）
- 広島県三原市の一部（旧大和町）

## 歴史
- 1997年4月1日 設立。

- 2023年4月1日 合併してJAひろしまを発足させ、廃止。なお、合併後のJAひろしまの本店はJA広島中央の本店に設置される。

## 拠点
- 本店・西条支店
  - 広島県東広島市西条栄町10番35号
- 向陽支店・西条グリーンセンター
  - 広島県東広島市西条町田口3544番地1
- 八本松南支店
  - 広島県東広島市八本松町原6846番地
- 八本松支店
  - 広島県東広島市八本松町飯田180番地3
- 高屋支店・高屋グリーンセンター・農機センター・農産物直売所高屋店
  - 広島県東広島市高屋町杵原1264番地1
- 志和支店
  - 広島県東広島市志和町別府733番地
- 黒瀬支店・黒瀬グリーンセンター
  - 広島県東広島市黒瀬町川角564番地
- 福富支店
  - 広島県東広島市福富町久芳3691番地
- 豊栄支店・豊栄グリーンセンター
  - 広島県東広島市豊栄町清武351番地1
- 大和支店
  - 広島県三原市大和町下徳良111番地
- 河内支店
  - 広島県東広島市河内町中河内782番地
- 八本松グリーンセンター
  - 広島県東広島市八本松町原6847番地
- 志和グリーンセンター
  - 広島県東広島市志和町志和堀3536番地
- 福富グリーンセンター
  - 広島県東広島市福富町下竹仁505番地1
- 大和グリーンセンター
  - 広島県三原市大和町下徳良2174番地4
- 河内グリーンセンター
  - 広島県東広島市河内町河戸112番地
- 葬祭センター
  - 広島県東広島市八本松飯田5丁目10番25号
- 農産物直売所西条店
  - 広島県東広島市西条町寺家6598番地1
- 農産物直売所黒瀬店
  - 広島県東広島市黒瀬町南方829番地1
- ローンプラザ夢咲館
  - 広島県東広島市西条町下見1476番地3